# (9182) 1991 NB4
A (9182) 1991 NB4 a Naprendszer kisbolygóövében található aszteroida. Henri Debehogne fedezte fel 1991. július 8-án.